# Polystichum miuranum
Polystichum miuranum är en träjonväxtart som beskrevs av Kurata. Polystichum miuranum ingår i släktet Polystichum och familjen Dryopteridaceae. Inga underarter finns listade.